# Ratolí marsupial de cara ratllada
El ratolí marsupial de cara ratllada (Sminthopsis macroura) és un marsupial australià. Aquest ratolí marsupial té una llargada corporal mitjana de 155-198 mm, una distància del musell a l'anus de 75-98 mm, una cua de 80-100 mm i una llargada de les orelles de 17-18 mm. El seu pes és de 15-25 grams. Té una ratlla fosca que va des d'entre les dues orelles fins al musell i que li dona el seu nom. La cua és un xic grossa a la base però és més esvelta cap a la punta.